# Big Man
Big Man (en hangul, 빅맨) es una serie de televisión surcoreana emitida originalmente durante 2014 y protagonizada por Kang Ji Hwan, Choi Daniel, Lee Da Hee y Jung So Min.
Fue transmitida por KBS 2TV desde el 28 de abril hasta el 17 de junio de 2014, finalizando con una longitud de 16 episodios, al aire las noches de los lunes y los martes a las 22:00 (KST).

## Argumento
Kim Ji Hyuk (Kang Ji Hwan) creció como un huérfano pobre antes de tomar la decisión de entregarse al trabajo, con el humilde sueño de ser dueño de su propio restaurante. Él se enreda en un plan para salvar la vida de Kang Dong Suk (Choi Daniel), un millonario heredero que necesita un trasplante de corazón, y se le dice que él es el hermano mayor de Dong Suk, con lo que comienza una nueva vida pródiga, pero después más tarde se entera de que todo era una mentira.
Disgustado con la corrupción de su nueva «familia» y espoleado por el odio de las realidades injustas del mundo, Ji Hyuk se embarca en una misión de venganza imprudente con el fin de protegerse a sí mismo y a los que ama.

## Reparto

### Principal
- Kang Ji Hwan como Kim Ji Hyuk.[5]
  - Lee Tae Woo como Ji Hyuk (joven).
- Lee Da Hee como So Mi Ra.[6]
- Choi Daniel como Kang Dong Suk.[7]
  - Nam Da-reum como Dong Suk (joven).
- Jung So Min como Kang Jin Ah.[8]

### Secundario
Relacionado con Ji Hyuk
- Song Ok Sook como Hong Dal Sook.
- Jang Tae Sung como Yang Dae Sub.
- Kwon Hae Hyo como Gu Deok Gyu.[9]
- Kim Ji Hoon como Choi Yoo Jae.
- Lee Dae Yeon como Kim Han Doo.
- Jang Hang Sun como Jo Hwa Soo.
- Kim Dae Ryung como Jo Beom Shik.

Relacionados con Mi Ra
- Kim Mi-kyung como Ahn Bong-rim.
- Yoon So-hee como So Hye-ra.[10]

Relacionados con Kang Suk
- Um Hyo-sup como Kang Sung-wook.
- Cha Hwa-yeon como Choi Yoon-jung.
- Han Sang-jin como Do Sang-ho.[11]

### Otros
- Lee Hae Woo como Moon Myung Ho.
- Na Seung Ho como Manager asistente Lee.
- Choi Jung Hwa como Periodista.
- Woo Jung-won como Directiva.

Apariciones especiales
- Song Jae Rim como Park Dong Pal.
- Lee Sung-min como Ejecutivo de alto rango.
- Park Won-sang como Detective homicida.[12]
- Kim Seung Wook.
- Jung Dong Gyu como Juez.
- Jung Myung Joon como Abogado.
- Kim Min-jae como Fiscal Yong.
- Oh Sang Jin como Lector de noticias.
- Oh Dae-hwan como un detective.[13]
- Moon Jong Won como Yong Man.

## Recepción

### Audiencia
En Azul la audiencia más baja y en rojo la más alta, correspondientes a las empresas medidoras TNms y AGB Nielsen.
| Ep. #    | Fecha original de emisión | Share        | Share        | Share       | Share       |
| Ep. #    | Fecha original de emisión | TNmS Ratings | TNmS Ratings | AGB Nielsen | AGB Nielsen |
| Ep. #    | Fecha original de emisión | Nacional     | Seúl         | Nacional    | Seúl        |
| -------- | ------------------------- | ------------ | ------------ | ----------- | ----------- |
| 1        | 28 de abril de 2014       | 5.2 %        | 6.0 %        | 6.0 %       | 6.0 %       |
| 2        | 29 de abril de 2014       | 4.4 %        | 4.9 %        | 4.8 %       | 5.4 %       |
| 3        | 5 de mayo de 2014         | 6.2 %        | 6.6 %        | 8.0 %       | 8.3 %       |
| 4        | 6 de mayo de 2014         | 7.7 %        | 9.4 %        | 8.2 %       | 9.2 %       |
| 5        | 12 de mayo de 2014        | 6.9 %        | 7.1 %        | 9.7 %       | 10.5 %      |
| 6        | 13 de mayo de 2014        | 6.1 %        | 6.1 %        | 8.0 %       | 8.8 %       |
| 7        | 19 de mayo de 2014        | 6.4 %        | 7.1 %        | 8.1 %       | 8.5 %       |
| 8        | 20 de mayo de 2014        | 8.4 %        | 9.1 %        | 9.0 %       | 9.8 %       |
| 9        | 26 de mayo de 2014        | 8.8 %        | 9.7 %        | 10.3 %      | 10.6 %      |
| 10       | 27 de mayo de 2014        | 8.7 %        | 8.7 %        | 11.2 %      | 11.5 %      |
| 11       | 2 de junio de 2014        | 8.0 %        | 8.8 %        | 10.0 %      | 10.9 %      |
| 12       | 3 de junio de 2014        | 9.0 %        | 10.0 %       | 11.4 %      | 13.2 %      |
| 13       | 9 de junio de 2014        | 8.3 %        | 8.9 %        | 10.7 %      | 12.2 %      |
| 14       | 10 de junio de 2014       | 8.0 %        | 9.3 %        | 10.3 %      | 11.2 %      |
| 15       | 16 de junio de 2014       | 8.1 %        | 9.0 %        | 10.8 %      | 12.3 %      |
| 16       | 17 de junio de 2014       | 8.5 %        | 9.4 %        | 12.6 %      | 14.0 %      |
| Promedio | Promedio                  | 7.4 %        | 8.1 %        | 9.3 %       | 10.2 %      |

## Emisión internacional
- Hong Kong: TVB Window (2014).
- Singapur: E City (2015).
- Tailandia: PPTV (2015).[17]
- Taiwán: Star Chinese Channel, GTV Y SEC (2014).